# Marta Vallverdú i Borràs
Marta Vallverdú i Borràs   (Santa Coloma de Gramenet, 1962) és una professora d'educació secundària, investigadora cultural i catalana.

## Biografia
Va ser catedràtica d'educació secundària a l'Institut La Llauna de Badalona fins a la jubilació. És doctora de Filologia Catalana per la Universitat de Barcelona amb la tesi «Viatges literaris a l'exòtic. Aurora Bertrana, Josep Maria de Sagarra (1918-1938)», part de la qual es va editar en un llibre el 2007 a Publicacions de l'Abadia de Montserrat.  Ha col·laborat amb articles a revistes  especialitzades, entre les quals Avenç, on va publicar, entre 2011 i 2022, un conjunt d'estudis sobre la dècada del 1960 als Països Catalans, embrió del seu assaig Seixantisme. L'esclat cultural català dels 60 (2022), que va rebre el Premi de la Crítica Serra d'Or de Recerca en Humanitats l'any 2023. Aquesta obra té una versió d'audiollibre de la ONCE. El juliol de 2024 va publicar l'aplec de narracions Odissees quotidianes a l'editorial Pont del Petroli.